# 陣内倫洋
陣内 倫洋（じんない ともひろ）は、山形放送のアナウンサーである。

## 略歴
福岡県出身、宮城県育ち。法政大学卒業後、YBCに入社。

## 担当番組
（出典：）
テレビ・ラジオ以外でもYBCの公式YouTubeのカメラマン兼声の人としても活躍している。

### テレビ
現在出演中の番組
- やまがた情熱市場
- YBC news every. - YBCスポーツ
- やまがたサンデー5 ｰ MC

過去に出演してた番組
- ズームイン!!SUPER ｰ 山形担当キャスター
- ピヨ卵ワイド - MC

### ラジオ
現在出演中の番組
- ゲツキンラジオ ぱんぱかぱ〜ん
- じんちゃんかおりのウィークエンドスクランブル

過去に出演してた番組
- 陣内倫洋の土曜モー!